# دارنل بیلی-کینگ
دارنل بیلی-کینگ (انگلیسی: Darnelle Bailey-King؛ زادهٔ ۱۷ اکتبر ۱۹۹۷) بازیکن فوتبال است.
از باشگاه‌هایی که در آن بازی کرده‌است می‌توان به باشگاه فوتبال گینزبورو ترینیتی اشاره کرد.